# 沙拉德雷达

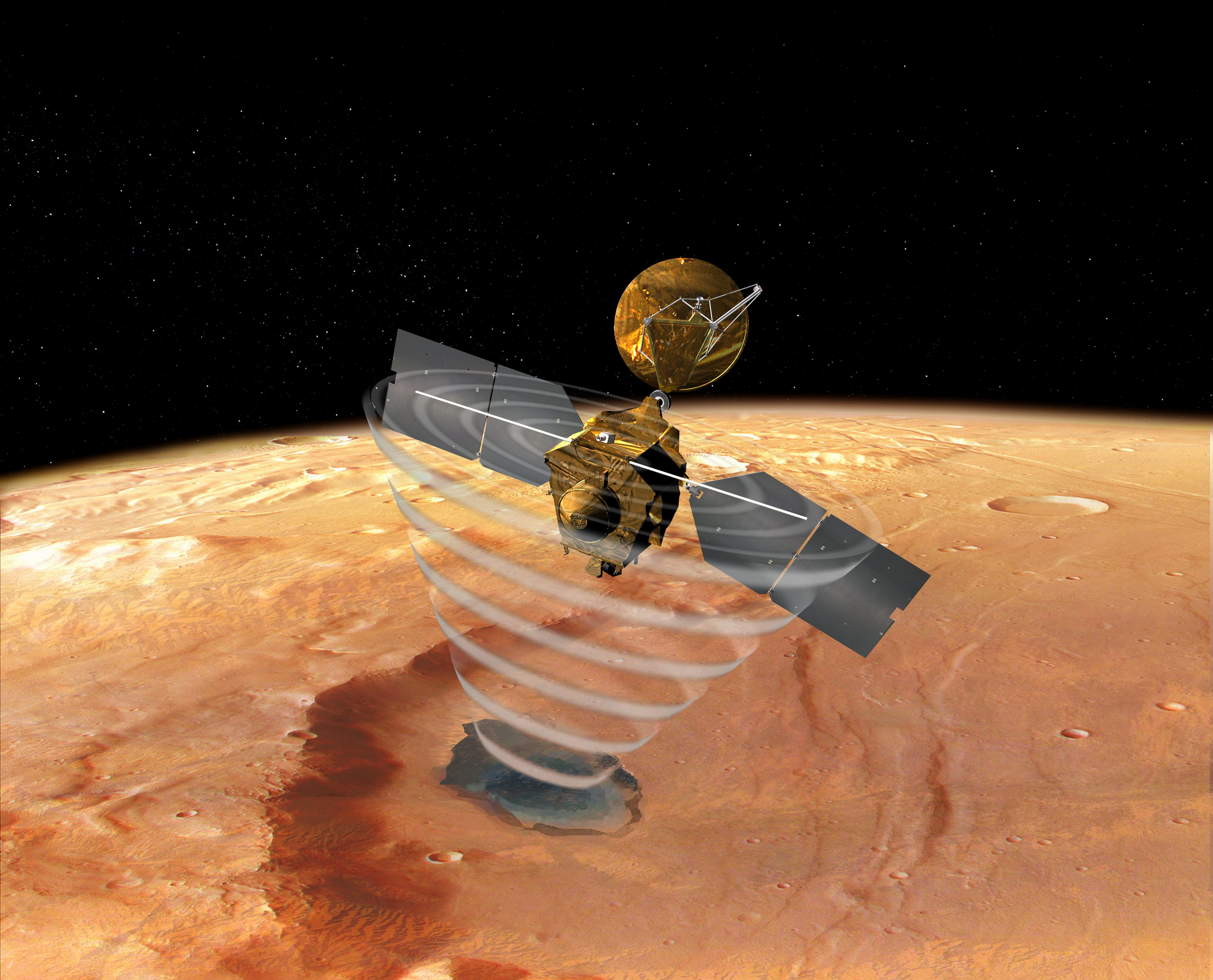
“火星勘测轨道飞行器”上的沙拉德雷达运行示意图。

沙拉德雷达（SHARAD）是“火星浅层雷达测深仪”英文缩写的简称，它是一台搭载在火星勘测轨道飞行器上的地下探测雷达，作为欧洲空间局“火星快车号”轨道飞行器上玛西斯雷达的补充，提供了一种低穿透（约100米）高分辨率（15米）的探测能力。
沙拉德雷达由意大利航天局负责开发，并在美国宇航局与意大利航天局签署的协议框架内交由喷气推进实验室应用于“火星勘测轨道飞行器”。协议规定意大利/美国联合团队共同使用这些雷达数据。罗马大学信息通讯系负责雷达操作，而意大利泰雷兹阿莱尼亚宇航公司（以前的阿莱尼亚航天公司）承担仪器的设计和建造。沙拉德运营中心位于泰雷兹阿莱尼亚宇航公司在罗马郊区的设施内，沙拉德雷达的日常运行由信息通讯系进行管理。

## 科学目标

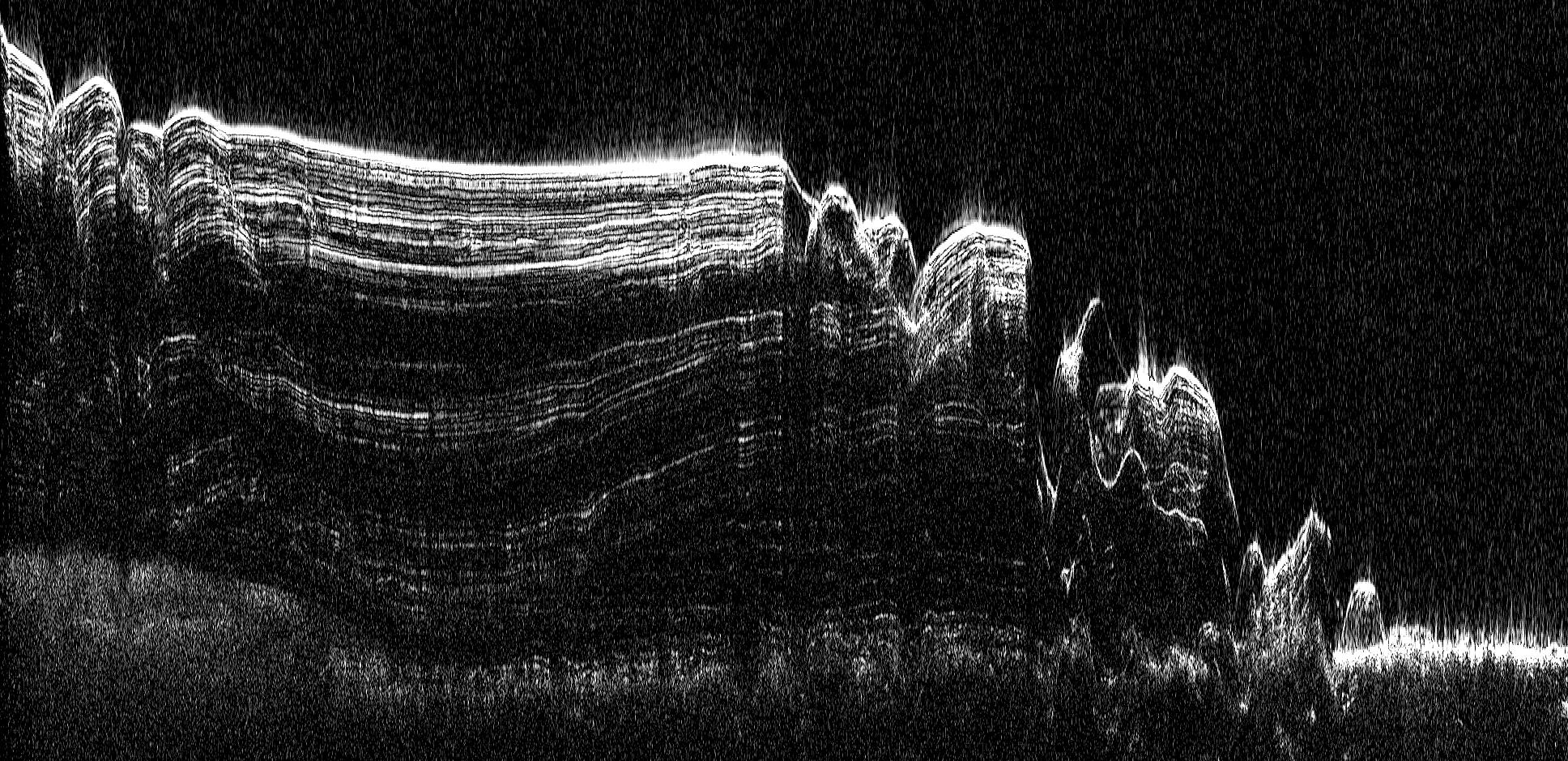
“火星勘测轨道飞行器”上沙拉德浅层探地雷达测绘的北极层状沉积物雷达图。

沙拉德雷达旨在绘制火星表面以下一公里地图，提供具有高垂直分辨率（15米）的地下散射层图像，以定位水/冰/沉积物，并绘制次表面层的垂直结构。

## 性能特点
沙拉德雷达在20赫兹载波频率上工作，传输带宽为10赫兹的“啁啾”信号，脉冲宽度85微秒，标准脉冲重复频率700.28赫兹，发射功率峰值为10瓦，天线是一根10米长的偶极子。在地面生成合成孔径，以减少相同地下回波范围内，偏离天底散射体产生的不必要表面回波。
沙拉德雷达的结构组成分为两部分： 
- 沙拉德电子设备箱（SEB），包含所有电子设备（雷达控制器、发射器、接收器和天线阻抗匹配网络），安装在作为内部电子模块散热器的金属框架内（“火星勘测轨道飞行器”是一艘开放式框架航天器，沙拉德雷达拥有一套自动热控制系统）；
- 天线，由两根光纤管制成，折叠存放在支架中（由隔热材料覆盖，以保护免受空气制动引起的加热）。一旦展开，天线将伸展到位，这仅归功于该材料的弹性特性，而非导电管内的金属线才是天线真正的辐射元件。该天线由位于加利福尼亚州卡平特里亚的诺斯罗普·格鲁曼航太公司[]设计和制造。

该雷达运行在700.28赫兹的固定重复脉冲频率上，以秩1模式（即在发射第二个脉冲之后）接收回波，还有两种备用（较高和较低）脉冲重复频率可用于处理轨道上的扩展任务。根据已掌握的表面地形情况，以开环跟踪系统作为主要手段来定位135微秒接收窗口的回波位置（闭环跟踪系统作为备份）。 
该机载设备信号处理量最小，通过对接所收回波的一系列逻辑推测（可在1到32的二次方之间进行编程），使用（8、6、4）位数据编程以降低生成的数据率。
啁啾信号由数字信号发生器直接在20赫兹载波上生成，并馈送至功率放大器，随后是发射/接收切换和阻抗匹配
接收机直接对射频进行放大、滤波和数字增益处理，并采用“欠采样”（undersampling）技术以26.6赫兹的速率数字化，一台单独的数字信号处理器提供专门的控制和处理功能。
该设备由以下单位分工制造：
- 仪器设计、集成和测试：意大利阿尔卡特阿莱尼亚宇航公司（罗马工厂）；
- 数字电子子系统（DES）：意大利阿尔卡特阿莱尼亚宇航公司（米兰工厂-前身为兰电子及原子实验室 ）；
- 啁啾发生、接收器：意大利阿尔卡特阿莱尼亚宇航公司（罗马/拉奎拉工厂）；
- 发射机、阻抗匹配网络：伽利略航空公司（意大利米兰）；
- 天线：诺斯罗普·格鲁曼航太公司 （页面存档备份，存于）（美国加利福尼亚州卡平特里亚） 。

## 历史
虽然早在2001年就开始研究，但直到2003年2月才正式宣布进入全面开发。2004年3月，该设备的工程模型（EM）在丹佛（航天器生产地）交付给洛克希德·马丁航天系统，并集成到轨道器试验台中。2004年9月，原型飞行模块（PFM）交付并安装到丹佛的“火星勘测轨道飞行器”上。2005年8月12日，“火星勘测轨道飞行器”搭载在宇宙神5型-半人马运载火箭上，从卡纳维拉尔角空军基地发射升空，并于2006年3月10日抵达火星轨道。进入运行轨道所需的大气制动阶段一直持续到2006年8月30日，2006年9月17日，沙拉德雷达天线展开。9月19日成功进行了雷达的首次飞行试验，自2006年11月开始雷达进入正常运作。

## 发现
沙拉德雷达穿透了火星北极的层状冰沉积物，揭示了一层最大偏转度相对较小（约100米）的地下岩层，表明坚硬的岩石圈厚度超过300公里。雷达探测的结果与中纬度地区大量的水冰沉积物相一致，支持了岩屑覆盖的冰川假说。
2016年11月22日，美国宇航局报告说，使用沙拉德雷达在火星乌托邦平原地区发现了大量的地下冰。据估计，检测到的水量相当于一座苏必利尔湖。

该地区水冰体积的计算是基于火星勘测轨道飞行器上沙拉德探地雷达的测量结果。

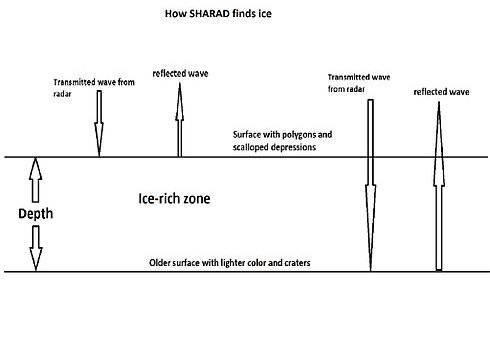
沙拉德雷达通过测量表面和更深处底层的雷达回波发现了冰，而底面的深度是从高分辨率成像科学设备图像中的表面裂隙所发现的。

当结合沙拉德雷达数据构建出一座3D模型时，揭示了北极冠盖中埋藏的陨石坑，它们可用于确定某些地层的日期。
2011年4月发表的一项研究表明，南极附近分布有大量冰冻的二氧化碳沉积。当火星倾斜度增加时，大部分的沉积物可能会进入火星大气层。当这种情况发生时，大气层变厚，风力增强，更多的地表区域可以支持液态水的存在。经过更多的分析，人们发现，如果这些沉积物全部变成气体，火星上的大气压就会加倍增。这些沉积物共有三层；每一层都覆盖着一层30米厚的水冰，可阻止二氧化碳升华到大气中，升华是固态物质直接进入气态。这三层覆盖层都与气候变化造成大气层消退的年代有关。

## 另请查看
- 月球雷达测深器（LRS），是一台绕地球月球轨道运行的低频雷达测深仪仪和高度计。
- 玛西斯雷达，火星地下和电离层探测高新雷达（MARSIS），是一台环绕火星运行的低频雷达测深仪和高度计。
- 木星冰月探测雷达，冰月探测雷达（RIME）是一种轨道低频雷达测深仪和木星冰卫星高度计。
- 天问一号，天文一号任务计划分别在火星轨道器和地面探测车上各安装一台探地雷达。
- WISDOM (radar)，火星水冰和地下沉积物观测雷达（WISTEM）是安装在罗莎琳德·富兰克林号漫游车上的一台探地雷达。

## 延伸阅读
- R. Croci et al. - SHARAD Design and Operation （页面存档备份，存于）" - IGARSS 2007 Proceedings, Barcelona, 2007.]